# 羅斯福島車站
羅斯福島車站（英語：Roosevelt Island station）是美國紐約地鐵IND 63街線的一個地鐵站，位於曼哈頓東河的羅斯福島，設有F線（任何時候停站）列車服務。車站位於地面以下100英呎，是系統內最深的車站之一。建得如此深的理由是下穿东河的63街隧道需要穿过水底下的岩层。

## 車站構造
| G         | 街道層             | 出入口                                           |
| G         | 街道層             | 閘機、車站詢問處、MetroCard售票機 升降機位於站房 |
| B1        | 上夾層             | 扶手電梯著陸層                                   |
| B2        | 下夾層             | 月台轉乘層                                       |
| B3 月台層 | 側式月台，右側開門 | 側式月台，右側開門                               |
| B3 月台層 | 南行               | 往康尼島-斯提威爾大道（萊辛頓大道-63街）         |
| B3 月台層 | 北行               | 往牙買加-179街（21街-皇后橋）                    |
| B3 月台層 | 側式月台，右側開門 |                                                  |
| B4        | 1號軌道            | 長島鐵路東城連接線（興建中）                     |
| B4        | 2號軌道            | 長島鐵路東城連接線（興建中）                     |

此站設有兩個側式月台和兩條軌道。此站是紐約地鐵第四深的車站，距離地面100英呎（約10層深），次於同樣位於曼哈頓的34街-哈德遜調車場、190街以及191街車站。受其深度影響，此站有若干其餘地鐵站沒有的特徵。類似巴黎地鐵和華盛頓地鐵，羅斯福島車站有很高的天花板和夾層，位於軌道可以直接看見的上方。
此站完全符合無障礙通行，設有升降機到街道層。車站以西設有一個剪式橫渡線:21以及兩個鐘口，之後轉南前往第二大道地鐵未興建的部分。車站設有尚未使用的下層，當長島鐵路的東城連接線完工後將會啟用。

## 圖片集

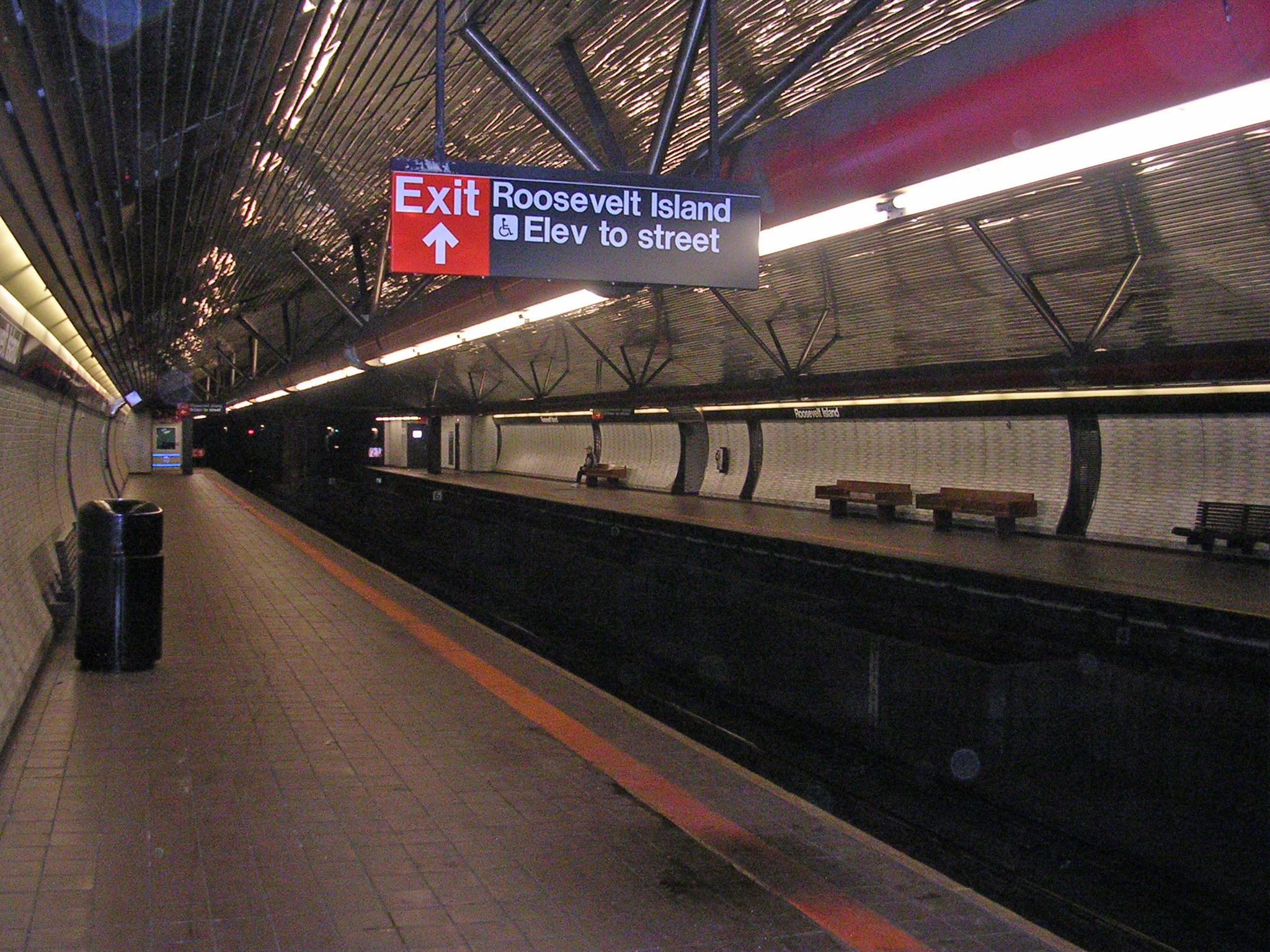
車站月台和軌道的外觀
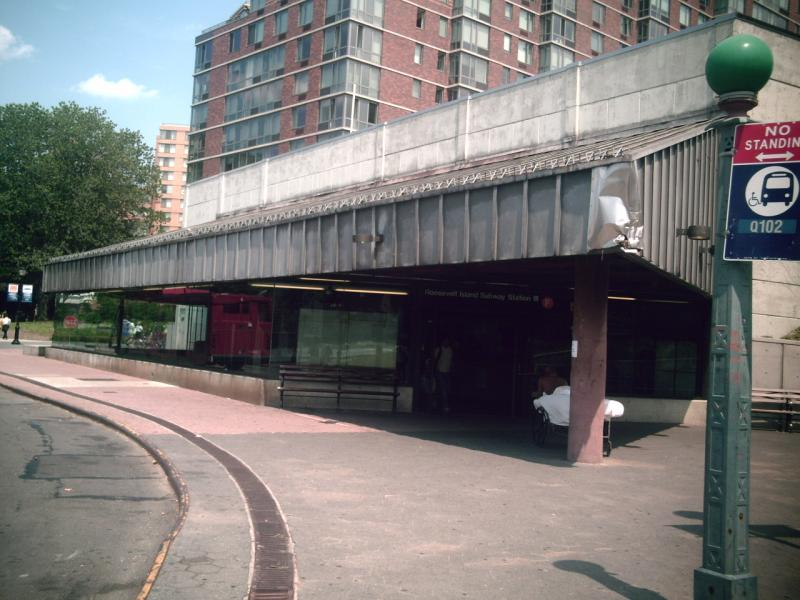
車站唯一的出口外觀，位於緬街
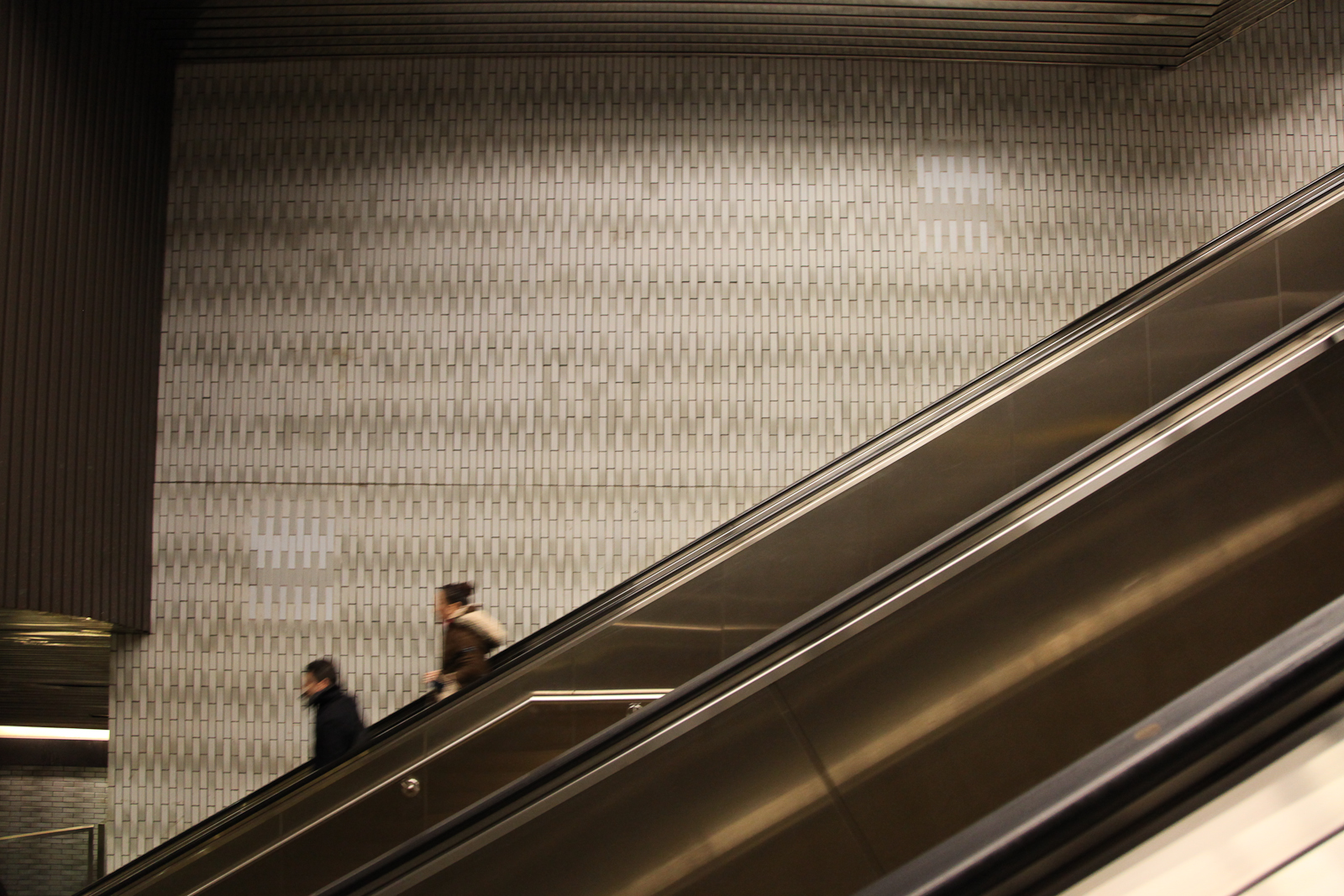
夾層和信號屋的長條扶手電梯，深度必須足以通過東河

## 外部連結
- nycsubway.org—IND 6th Avenue: Roosevelt Island
- F Train at  Station Reporter
- Station house and entrance from Google Maps Street View （页面存档备份，存于）
- Platforms from Google Maps Street View
- Mezzanine from Google Maps Street View
- Lobby from Google Maps Street View